# 达旺地区

麦克马洪线示意

达旺地区，舊譯塔汪，是中国与印度边界争议中一部分，目前由印度實際控制，屬阿鲁纳恰尔邦达旺县管轄。在中華人民共和國的的行政区划中，达旺地区歸屬於西藏自治区山南市错那市。
达旺地区的面积有2,172平方千米。地形错综复杂，整体北高南低，平均海拔为3500米。门巴族占达旺一大部分的人口，约为3.8万人。首府达旺城乃六世达赖仓央嘉措的出生地。

## 争议

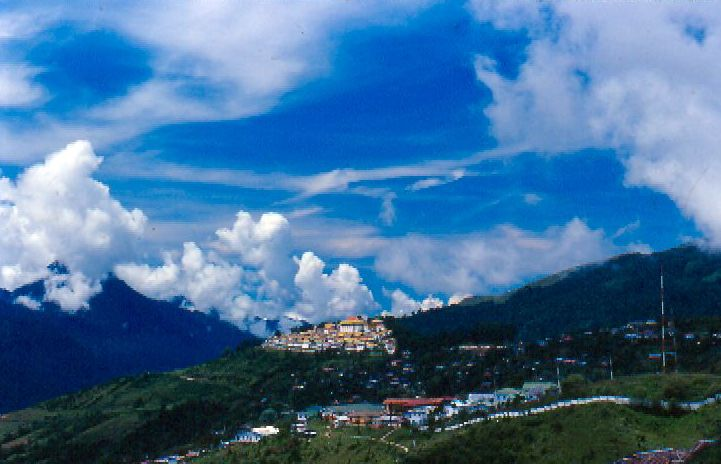
六世達賴喇嘛出生地，達旺地區的門隅，背後為達旺寺

印度和中國政府均宣稱對該地區擁有主權。西藏流亡政府承認印度對該地區擁有主權。1962年中印战争中，中国一度控制了达旺地区，但战后退出了该地区。中国和印度在达旺地区发生过多次冲突。

## 旅游
本地区的主要旅游胜地是五世达赖喇嘛罗桑嘉措树立的达旺寺。达旺寺是属于藏传佛教的格鲁派教派。印度在达旺镇建造了一座直升机场，当做空军基地来使用。